# Alicia en el país de las maravillas (película de 1988)
Alicia en el país de las maravillas (Alice in Wonderland en inglés) es una película de animación de 1988 dirigida por Richard Trueblood. Se basa en la novela clásica inglesa del escritor Lewis Carroll, Las aventuras de Alicia en el país de las maravillas publicada en 1865, tras una adaptación de Paul Leadon. La película cuenta con 49 minutos de duración y emplea las voces de Moya O'Sullivan cómo la Reina de Corazones, Keith Scott cómo el sombrerero loco y Olivia Martin en el papel protagónico de Alicia. La película fue producida por Roz Phillips para la productora australiana Burbank Films Australia y estrenada originalmente por televisión.

## Sinopsis
Alicia, cansada de leer bajo un árbol un libro de cálculo lógico, avista a un Conejo Blanco parlante paseando por el campo con levita y reloj de bolsillo. 
Tras caer en un profundo y misterioso agujero, llega a un vestíbulo con un sinfín de puertas y, con la única llave que encuentra, abre la más pequeña de ellas. Allí ve un jardín lleno de fantásticos y extraños personajes, pero para llegar al jardín bonito tendrá que vivir nuevas aventuras en el País de las Maravillas.

## Reparto
| Actor           | Personaje                   |
| --------------- | --------------------------- |
| Olivia Martin   | Alicia                      |
| Moya O'Sullivan | Reina de Corazones, Duquesa |
| Keith Scott     | Sobrerero loco              |
| Phillip Hinton  | Cocinero                    |
| Paul Johnstone  | Señor Ratón                 |

## Tema musical
Alicia en el país de las maravillas se distingue por ser la única entre la serie de adaptaciones de obras clásicas de Burbank Films Australia en tener un tema musical con una actuación vocal. Todas las demás películas del estudio contaban con temas instrumentales diferentes compuestos por Mark Isaacs o John Stuart, o a veces, siendo una colaboración entre ambos compositores.